# Бли (Јура)
Бли (фр. Blye) насеље је и општина у источној Француској у региону Франш-Конте, у департману Јура која припада префектури Лон ле Соније.
По подацима из 2011. године у општини је живело 157 становника, а густина насељености је износила 14,59 становника/km². Општина се простире на површини од 10,76 km². Налази се на средњој надморској висини од 476 метара (максималној 590 m, а минималној 436 m).

## Демографија
| 1962. | 1968. | 1975. | 1982. | 1990. | 1999. | 2011. |
| ----- | ----- | ----- | ----- | ----- | ----- | ----- |
| 124   | 137   | 118   | 122   | 110   | 117   | 157   |

График промене броја становника у току последњих година